# Сельское поселение «Село Овсорок»
Сельское поселение «Село Овсорок» — муниципальное образование в составе Жиздринского района Калужской области России.
Центр — село Овсорок. Сельское поселение образовано законом Калужской области от 28 декабря 2004 года № 7-ОЗ.

## Население
| 2010 | 2012 | 2013 | 2014 | 2015 | 2016 | 2017 |
| ---- | ---- | ---- | ---- | ---- | ---- | ---- |
| 707  | ↘679 | ↘666 | ↘663 | ↘662 | ↘661 | ↘653 |
| 2018 | 2019 | 2020 | 2021 |      |      |      |
| ↘650 | ↘634 | ↘626 | ↗698 |      |      |      |

## Состав
В поселение входят 17 населённых мест:
- село Овсорок
- деревня Авдеевка
- деревня Гремучий Колодец
- деревня Калинино
- деревня Каменка
- деревня Кленки
- деревня Красное
- деревня Орля
- деревня Павловка
- деревня Песочня
- деревня Сахарное Поле
- деревня Сосновка
- деревня Стайки
- деревня Судимир
- деревня Таборы
- деревня Улемец
- деревня Яровщина

## Население
Население сельского поселения составляет 595 человек.